# Acheloj (vattendrag)
Acheloj (bulgariska: Ахелой) är ett vattendrag i Bulgarien.   Det ligger i regionen Burgas, i den östra delen av landet, 400 kilometer öster om huvudstaden Sofia.